# Nuit des deltaplanes
L'attaque dite de la  nuit des deltaplanes (hébreu : ליל הגלשונים, Leil HaGilshonim) est un raid mené par des militants palestiniens contre l'armée israélienne le 25 novembre 1987. L'incident a eu lieu à proximité de Kiryat Shmona, en Galilée, à la frontière avec le Liban. Deux attaquants palestiniens se sont infiltrés depuis le Liban du Sud en Israël à l'aide de deltaplanes dans le but de procéder à des attaques-surprise en territoire ennemi. L'un des deux infiltrés a été pourchassé et éliminé avant qu'il puisse mener à bien son attaque, mais l'autre a réussi à s'introduire dans une base israélienne tuant six soldats et en blessant huit autres avant d'être abattu. Cette affaire a eu un important retentissement en Israël et dans les Territoires palestiniens. Elle est parfois vue comme l'un des événements précurseurs de la première Intifada.

## Contexte
En 1987, Israël occupe une zone de sécurité au sud du Liban. L'une des organisations opérant au Liban contre Israël est le  Front populaire de Libération de la Palestine-Commandement général (FPLP-CG), une faction dissidente du FPLP dirigée par  Ahmed Jibril, et basée à Damas en Syrie. Présente au Liban depuis les années 1960, elle s'en sert de base pour lancer des attaques contre Israël. 
La barrière le long de la frontière israélo-libanaise rend dès cette époque les infiltrations terrestres en territoire israélien très difficiles. C'est pour cela que la voie des airs est retenue pour cette opération. Déjà en mars 1981, une tentative du même type avait eu lieu. Un attaquant palestinien, utilisant un deltaplane motorisé, était parvenu jusqu'à la baie de Haïfa lançant quelques bombes, mais avait été forcé d'atterrir, par manque de carburant, et avait été arrêté.

## L'attaque
La nuit du 25 novembre 1987, deux membres du FPLP-CG, Khaled Akar et Melod Najah décollent du Liban du Sud, peut être à partir d'une zone sous contrôle syrien. Tous deux sont armés d'un fusil d'assaut AK-47, d'une arme de poing munie d'un silencieux et de plusieurs grenades à main. Leurs deltaplanes étaient équipés d'un moteur de la taille d'une tondeuse à gazon et d'un petit propulseur,. Le bruit des moteurs a été entendu par des soldats israéliens et à 22h30, le commandement militaire du Nord d'Israël a été alerté du danger d'une infiltration. L'alarme a retenti, des fusées éclairantes tirées et des hélicoptères ont été envoyés à la recherche des intrus, mais sans succès, les deltaplanes se déplaçant très bas, au niveau des arbres. Dans le camp militaire de Gibor, à environ trois kilomètres à l'est de Kiryat Shmona, aucune mesure de sécurité n'avait été prise trente minutes après le déclenchement de l'alarme. Il a par la suite été déterminé qu'une première alerte avait été, sauf au kibboutz Ma'ayan Barou'h, partout négligée par manque d'attention.   
Le deltaplane de Khaled Akar a atterri dans la zone de sécurité, ce dernier ayant été aveuglé par les projecteurs du kibboutz Ma'ayan Barou'h, il a ensuite été pourchassé et tué par des soldats israéliens. Le second a atterri à proximité du camp Gibor. Melod Najah a tout d'abord repéré un camion de l'armée à l'extérieur de la base contre lequel il a ouvert le feu, tuant l'officier le conduisant et blessant une soldate l'accompagnant. Il s'est ensuite dirigé vers le campement tout proche de la brigade Nahal. Il a tout d'abord lancé des grenades et tiré des rafales contre la sentinelle. Cette dernière, prise de panique, a alors pris la fuite, laissant ainsi le champ libre à l'attaquant qui a ainsi réussi à s'introduire à l'intérieur du camp. Il a alors tiré avec son AK-47 en direction des tentes des soldats et lancé des grenades. Cinq Israéliens ont été tués dans l'attaque et sept autres blessés. Il a finalement été tué par un soldat blessé, le cuisinier du bataillon,,. 

## Conséquences

### Réactions en Israël

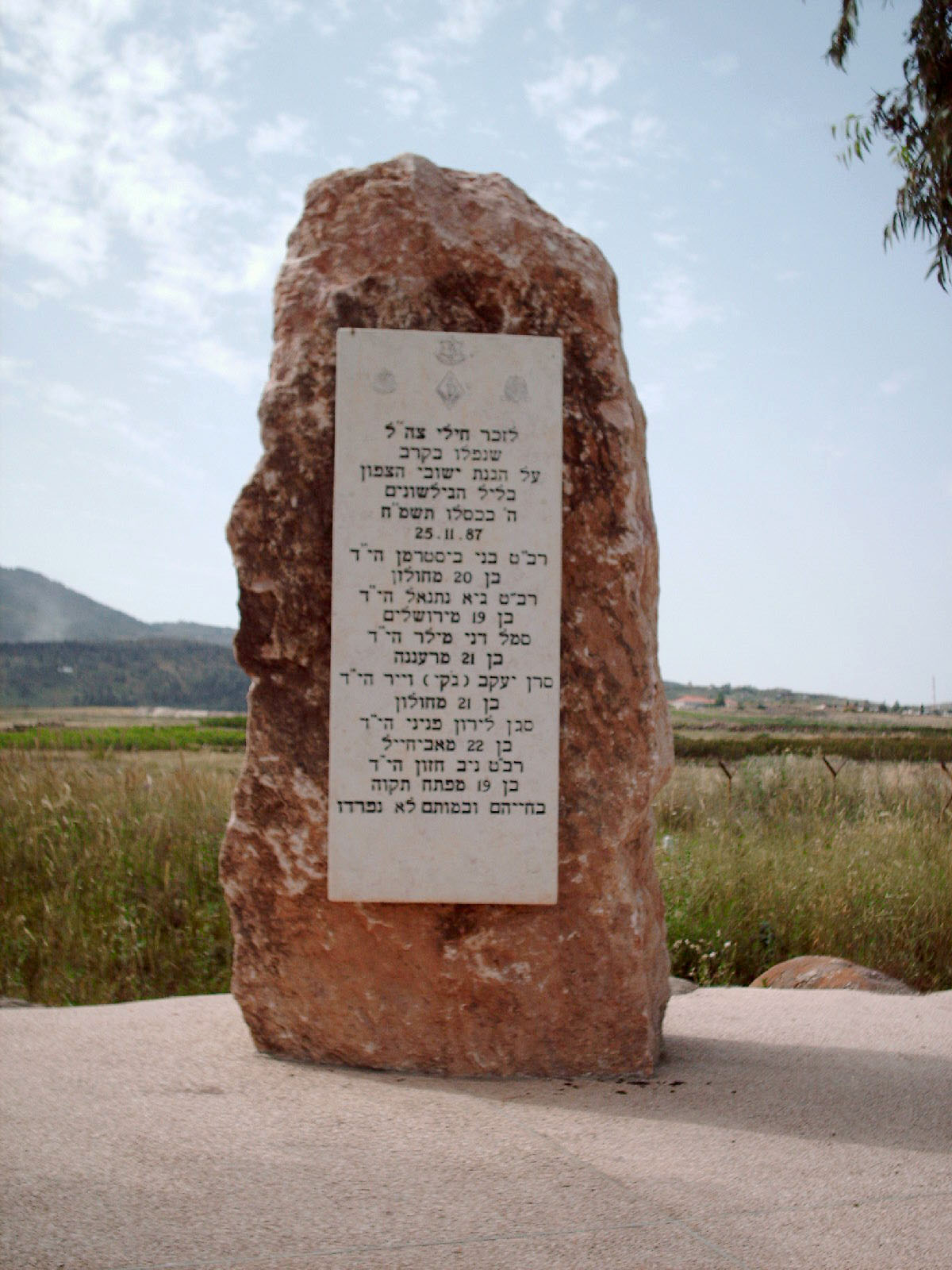
Un monument à proximité Kiryat Shmona érigé en mémoire des victimes de l'attaque.

L'armée a été sévèrement critiquée dans la presse israélienne. Ainsi le journal Maariv a titré « Cafouillage dans le Nord - Un coup pour l'armée ». Les médias ont réclamé une enquête pour déterminer comment l'infiltration avait été rendue possible. Yitzhak Shamir, le premier ministre de l'époque a mis en cause la Syrie dans l'affaire. Il a déclaré qu'ils "n'auraient pas pu le fait sans le parrainage et l'aide des Syriens" et a déclaré qu'Israël tenait ce pays pour responsable du massacre. Le chef d'état-major des armées Ehud Barak a promis que l'action du FPLP-CG ne resterait pas impunie. S'exprimant le 30 novembre à la Knesset, le ministre de la Défense Yitzhak Rabin a exprimé ses condoléances aux familles des victimes. Il a assuré aux habitants de la Galilée que l'armée ferait tout son possible pour éviter que de telles attaques se reproduisent. Il a admis que toutes les mesures adéquates n'avaient pas été prises dans le camp militaire à la suite de l'annonce de l'intrusion aérienne, ce qui avait eu de graves conséquences. 
La première personne à avoir été inquiétée, à la suite de l'attaque, a été la sentinelle condamnée à six mois de prison. C'est seulement sous la pression de l'opinion publique que le chef d'état-major Dan Shomron a décidé de prendre des mesures supplémentaires. L'officier chargé des opérations de la brigade a été transféré à un autre poste,. Cette absence de mesures fortes contre l'encadrement a donné naissance à l'expression « syndrome de la sentinelle » (Tismonet HaShin-Gimel), qui s'applique aux situations dans lesquelles un organisme tente de s'affranchir de ses responsabilités à la suite d'une défaillance en faisant reposer les torts sur les personnes situées en bas de l'échelle hiérarchique,.  
Un monument à la mémoire des victimes a été édifié à Kiryat Shmona.

### Réactions palestiniennes
Le FPLP-CG a revendiqué cette attaque  qui a été perçue comme une victoire psychologique. Le 3 décembre, le représentant de l'OLP, Yasser Arafat, s'est félicité des attaques indiquant qu'elles avaient démontré « qu'il ne peut y avoir ni barrières, ni obstacles pour empêcher une guérilla ayant fait le choix du martyre. » Les journaux de Cisjordanie ont fait la une avec l'évènement, affichant des titres en couleur, mais la censure militaire israélienne a filtré l'information, ne laissant publier que des informations sommaires sur l'affaire. Conséquence de l'attaque, les Palestiniens ont commencé à railler les troupes israéliennes, criant « six contre un », le graffiti 6:1 a fait son apparition sur les murs de Gaza. Le 9 décembre, des émeutes ont éclaté dans la bande de Gaza, ces incidents ont marqué le début de la première Intifada. La nuit des deltaplanes est souvent analysée comme le catalyseur de ces émeutes,,. 